# 八一路街道 (大连市)
八一路街道，是中华人民共和国辽宁省大連市西岗区下辖的一个乡镇级行政单位。

## 行政区划
八一路街道下辖以下地区：
新兴社区、新河社区、八一社区、付家庄社区、新南社区、林茂社区、河园社区、桃山社区和杏园社区。